# Рак (астролошки знак)
Рак ♋ (лат. Cancer) је један од дванаест астролошких знакова. Особе са овим астролошким знаком су рођене у периоду од 22. јуна до 23. јула. Овај знак припада групи водених астролошких знакова.
- Владајуће небеско тело овог знака је Месец
- Елемент овог знака је вода
- Боја - сребрносива
- Драги камен - Бисер, Оникс
- Метали - Сребро, Селен
- Цвет - Медвеђа шапа
- Животиње - све животиње са љуштуром
- Људи са овим знаком воле породицу, кућу и књижевност
- Поларитет - негативан
- Осетљиви делови тела - стомак, груди

## Личност и карактер
Дубоко интуитиван и сентименталан, Рак може бити један од најпожељнијих знакова зодијака за упознавање. Емоције Рака су изузетно јаке , а када је реч о породици или кући, ништа им није важније. Саосећајан и емпатичан, Рак је веома привржен људима који га окружују. За особе рођене у знаку Рака оданост је кључна реч.
За Рака, породица и кућа су кључ. Водени знак, као Шкорпија и Рибе , управља прво осећањима и потребно му је да се осећа сигурно пре него вас пусти близу, како би изразио своја најдубља осећања. Често су то емпатични људи, способни да саосећају са вашим болом или патњом.
Владајућа планета Месец наводи Рака да се чудно понаша према људима који су склони директном приступу. Рак не покушава да буде манипулатор. Има потребу да вас велича пре него што се осети довољно сигурно, како не би ризиковао ваше одбијање. Месец му даје способност психичког пробоја, који Рак може развити током живота, ако тако изабере.
За Ракове је карактеристично кретање на све стране. Ови људи су у стању да изокола износе свој проблем пре него што пређу на ствар, што их чини тешким за спознати. Захтева се додатна пажња док износе причу на свој начин. Важно је не прекидати их, јер постоји могућност да се у свој оклоп повуку заувек. Уколико желе да остану сигурни и здрави током живота, требало би да се више позабаве органима у пределу стомака и груди. Проблеми са варењем често се јављају у старости.
Тежити некој средини и равнотежи у свим сферама, помоћи ће му да достигне најбоље резултате за себе, као и за људе којима жели да помогне. Поред воде се осећају најудобније и то им помаже да продру у прошлост да се не би непотребно везивали.

## Рак — пријатељи и породица
Традиционални и пуни мајчинске љубави, Ракови су одлични родитељи. У ствари сви аспекти породице су за овај знак на првом месту. То се може видети у њиховим домовима и посвећености дужностима у кући. Природни Ракови су често спремни да пређу преко сукоба личности када је у питању породица. Шта год да треба за породицу, Рак ће увек бити на располагању, где год се у том тренутку налазили. Они су дубоко сентиментални и склони ка марљивом чувању породичних успомена. Преношење искуства на нове генерације, права је разонода за њих. 
Када је у питању пријатељство, особа рођена у знаку Рака веома је корисна. Готово увек спремни да пруже руку пријатељства, наравно у колико се то не коси са породичним обавезама. Врло поштују пријатеље. Особе које уживају у кућном дружењу ће им бити на врху листе пријатеља. Њихова интуитивна природа где је важније срце од главе, чини их врло саосећајним. Време је лек за то.

## Каријера и новац
Рак може бити јако упоран, скоро колико и осетљив. Када неки посао треба да буде урађен, заврну рукаве и врло успешно га заврше. Пуним сјајем сијају у обављању послова неге, или као медицинске сестре. Одличну каријеру ће направити и као домаћице, баштовани или новинари. Велики патриотизам има даје одличну базу за бављење политиком. Иако имају веома малу потребу да се осећају као да праве разлику, ипак им је то од великог значаја, јер се тада осећају испуњено.
Како безбедност, тако је и новац од великог значаја за једног Рака. Зарађивање новца иде им веома лако, исто као и његово трошење. Рак није велики расипник новца, далеко је склонији инвестирању и гледању како расте из дана у дан. Многи Ракови гледају новац као статусни симбол, зато им је пуно новца на банковном рачуну веома бина ствар. Веома сналажљив и веома добро управља својим временом, као и новцем.

## Љубавни профил
Особе рођене у знаку Рака треба прихватити као романтичне душе и хиперсензитивце. Поседују нежну и сензитивну природу. Особине које на најбољи начин описују њихов психолошки профил су: наглашена емотивност, преосетљивост, несигурност, плашљивост, емотивна поводљивост, романтичност. Можете бити сигурни да они брижљиво чувају све оно до чега им је стало, као и да око себе имају брижљиво подигнуте зидове или ограде. Уколико желите да се приближите особи овог хороскопског знака морате бити спремни на различите тестове издржљивости и поверења.
Значи, Рак од свог партнера очекује потпуну приврженост, бескрајну пажњу, разумевање, као и емотивну или материјалну сигурност. Ракови у дубини душе препознају праве емоције и осећају искреност или добру намеру. Ваш пролазак кроз праву капију не значи ништа, јер вас они неће пустити даље ако у вама не осећају искреност или добру намеру. Ужива у томе да буде пажен и мажен. Рак заиста поседује невероватну способност и уме да сачува своју љубавну или брачну везу.

## Декаде
У овом знаку су три декаде:
- прва декада од 22. јуна до 1.јула (Месец)
- друга декада од 2. јула до 12. јула (Марс)
- трећа декада од 13. јула до 21. јула (Јупитер).

## Галерија
- Књига чуда, четрнаестовековни арапски рукопис
- Llyfr Llyfr Oriau 'De Grey (Књига сати), око 1390.
- Јакоб Јорданс, Знакови Зодијака, око 1640.
- Мозаик у Цркви Светог Филибера де Турнуа, Саона и Лоара, Француска
- Мурал у синагоги Купа, Краков, Пољска